# Karstbron

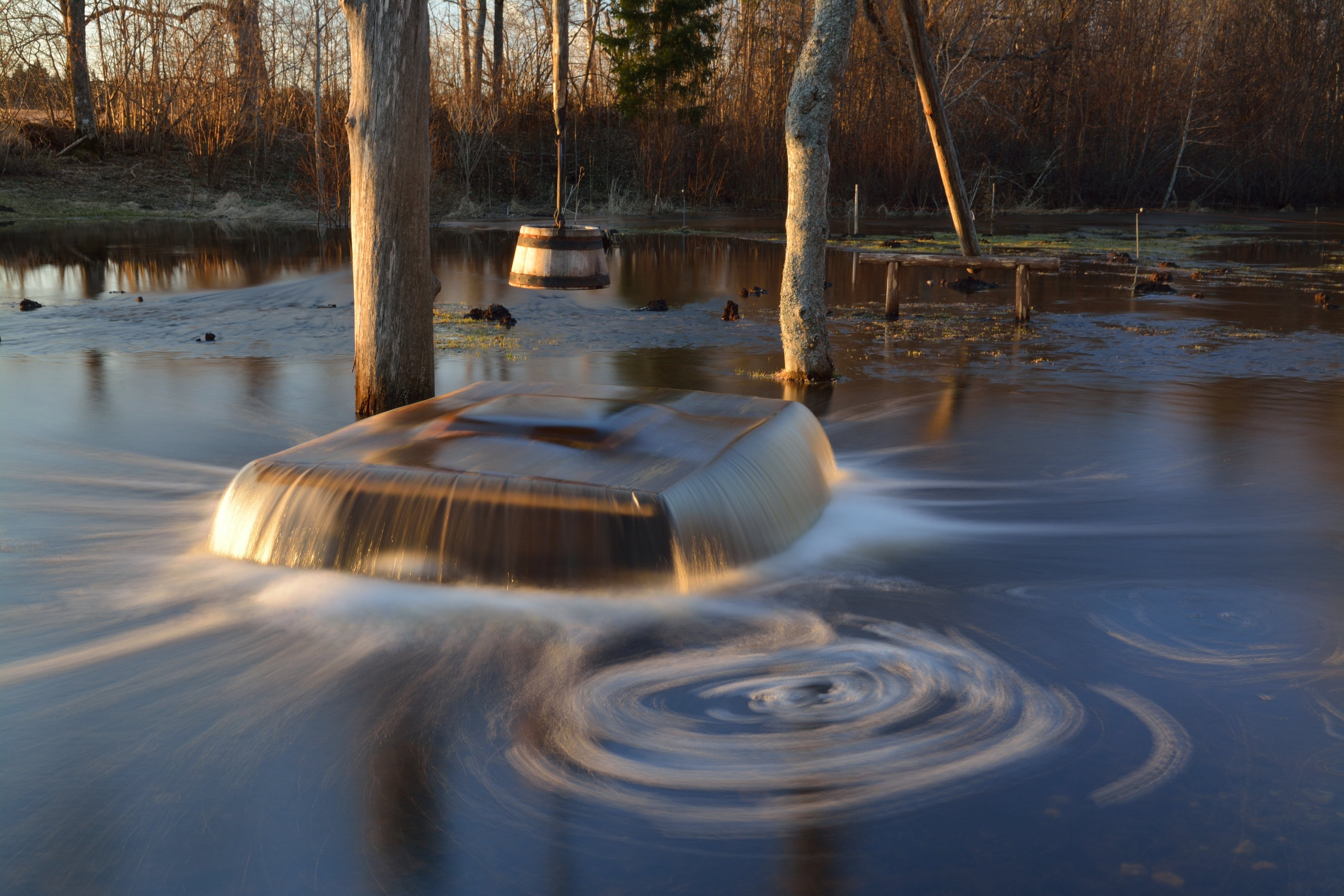
Tuhala, Estland

Een karstbron, ook wel resurgentie, resurgentiebron of vauclusebron genoemd, is een bron waar een rivier na een ondergrondse loop weer aan de oppervlakte komt.
Dit fenomeen komt vooral voor in kalksteengebieden, zoals in de Famenne in België of op de causses in Frankrijk. Het water verdwijnt eerst in de grond via kleine openingen (karstpijpen) of via verdwijngaten (pertes) om via één of meer ondergrondse wegen terug aan de oppervlakte te komen.
Dikwijls zal slechts een deel van de rivier ondergronds gaan stromen, en blijft de bovengrondse loop eveneens bestaan; soms komen daarbij de bovengrondse en ondergrondse loop na de resurgentie weer bij elkaar, zoals bij de Lesse. In andere gevallen verdwijnt de bovengrondse loop volledig en blijft enkel een droge vallei over.
Resurgenties kunnen rechtstreeks in zee uitmonden, tot op meerdere tientallen meters diep en honderden meters uit de kust, zoals in Cassis in de Middellandse Zee.
Het water van een resurgentiebron is meestal niet drinkbaar omdat kalksteen geen filterend vermogen heeft en vervuild water gewoon doorlaat.

## Voorbeelden

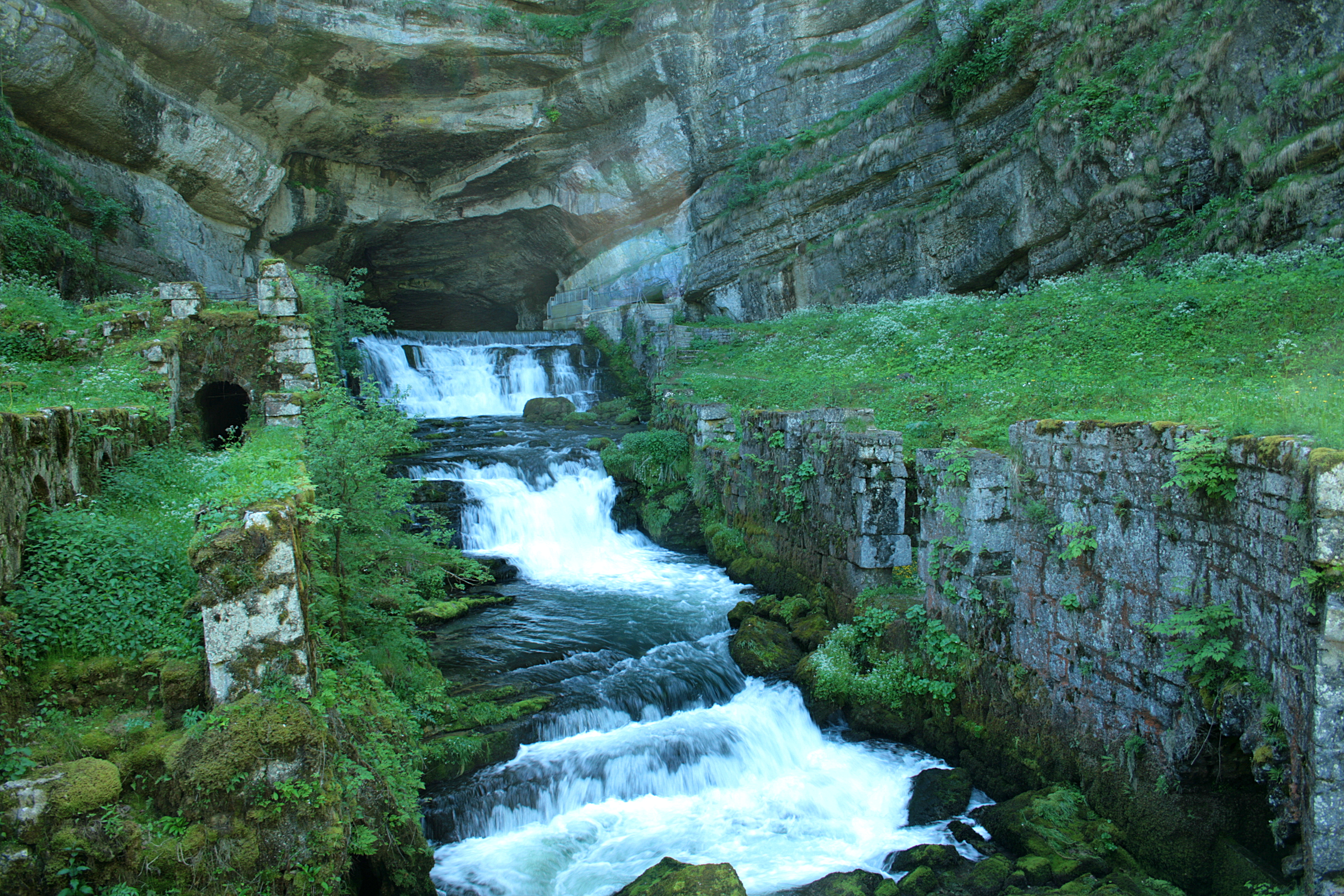
Resurgentie van de Loue - Doubs

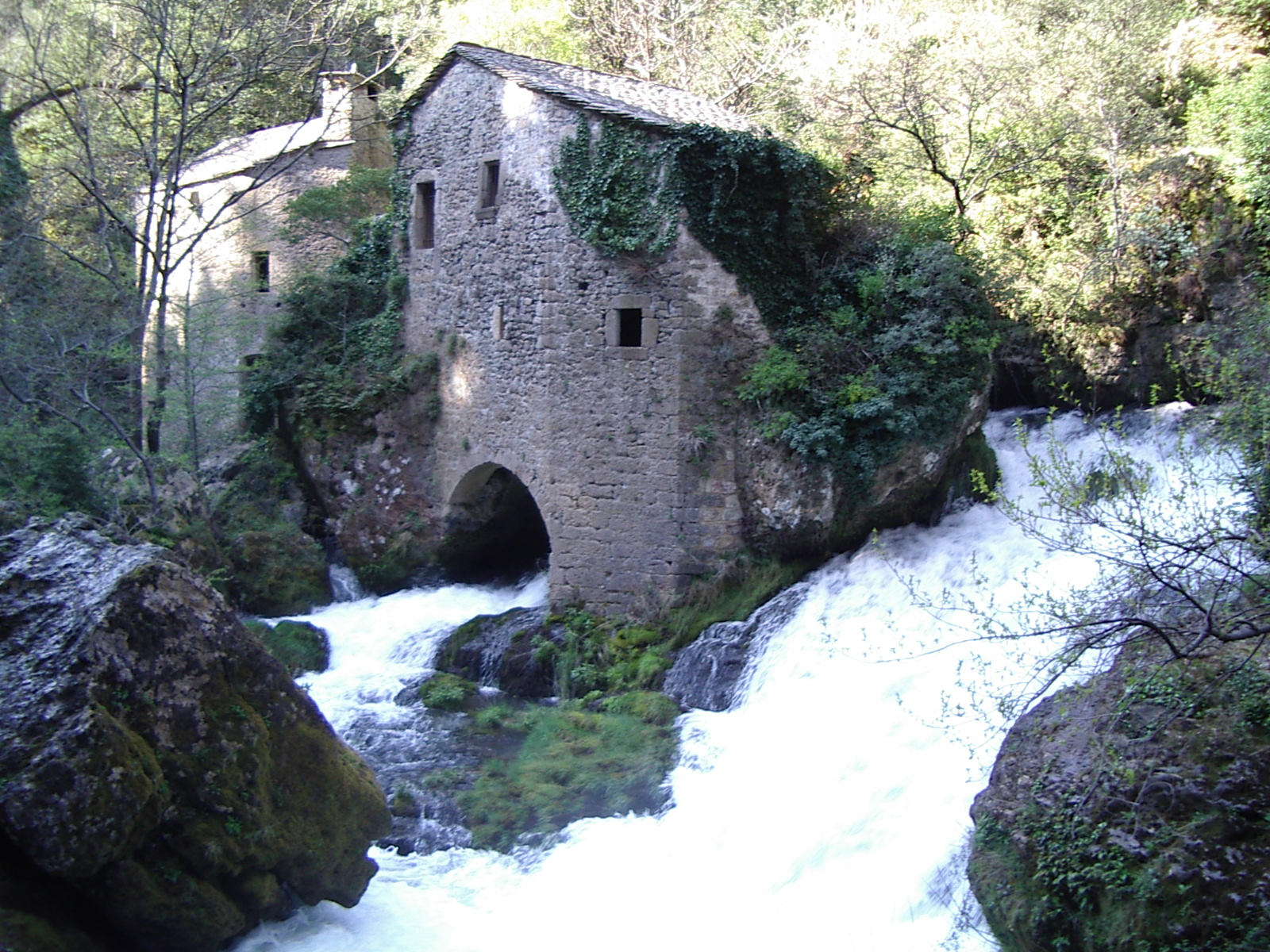
Resurgentie van de Vis - Gard

### België
- De resurgentie van de Lesse in de Grotten van Han, provincie Namen;
- De Résurgence d'Éprave op de Lhomme, provincie Namen;
- De Résurgence de Goffontaine op de Vesder, provincie Luik;
- De Résurgence de la Lembrée in Vieuxville, provincie Luik;

### Frankrijk
- De onderzeese resurgentie van Port-Miou bij Cassis in de Middellandse Zee, Bouches-du-Rhône;
- De bron van de Loue, in Doubs;
- De bronnen van de Touvre, in Charente;
- De resurgentie van de Vis in Gard;
- De Fontaine de Vaucluse, bron van de Sorgue in Vaucluse, de belangrijkste Franse resurgentie;
- De Abîme de Bramabiau in Gard;
- De Source d'Eure eveneens in de Gard;
- De Font Estramar in Pyrénées-Orientales;
- De bron van de Fontestorbes in Ariège;
- De bron van de Lison in Doubs;
- De bron van de Ain in Jura;

### Duitsland
- De Pegnitz in Frankenland (Beieren).

### Estland
- De Heksenbron van Tuhala in Tuhala